# 732
732 (DCCXXXII) fue un año bisiesto comenzado en martes del calendario juliano, en vigor en aquella fecha.

## Acontecimientos
- Al-Gafiqi, valí de al-Ándalus, atraviesa los Pirineos y saquea Burdeos.
- Batalla del Garona: los andalusíes vencen a las fuerzas francas de Odón el Grande, prosiguiendo su avance hacia el norte.
- 10 de octubre: Batalla de Poitiers, batalla de los andalusíes contra los francos al mando de Carlos Martel, derrota (relativa) de los andalusíes, frenando así su expansión hacia el norte de Europa.

## Fallecimientos
- 10 de octubre: Abu Said Abd ar-Rahman ibn Abd Allah al-Gafiqi, valí de al-Ándalus (721-722, y 730-732).
- Ruperto de Bingen, religioso alemán, probablemente legendario.